# 南五十家子镇
南五十家子镇，是中华人民共和国河北省承德市平泉市下辖的一个乡镇级行政单位。

## 行政区划
南五十家子镇下辖以下地区：
铜矿社区、南五十家子村、大杨杖子村、小马杖子村、会洲城社区村、西水泉村、干沟子村、后甸子村、下店村、西南山社区村、姜杖子村和干沟门村。